# Bodenbach
Bodenbach ist eine Ortsgemeinde im Landkreis Vulkaneifel in Rheinland-Pfalz. Sie gehört der Verbandsgemeinde Kelberg an.

## Geographie
Der Ort liegt im Naturpark Vulkaneifel und teilweise im Landschaftsschutzgebiet „Kelberg“. Durch den Ort fließt der Bodenbacher Bach.

## Geschichte
1563 umfasste die Ortschaft zwölf, 1684 15 Feuerstellen. Landesherrlich gehörte sie bis Ende des 18. Jahrhunderts zum Kurfürstentum Trier und unterstand als Teil der Zent Bongard im Gericht Kelberg der Verwaltung des Amtes Daun. 1787 verzeichnete Bodenbach 145 Einwohner.
Im Jahr 1794 hatten französische Revolutionstruppen das Linke Rheinufer besetzt. Unter der französischen Administration gehörte Bodenbach von 1798 bis 1814 zum Kanton Adenau im Rhein-Mosel-Departement. Aufgrund der 1815 auf dem Wiener Kongress getroffenen Vereinbarungen kam die Region zum Königreich Preußen. Unter preußischer Verwaltung war die Gemeinde Bodenbach dem Kreis Adenau im Regierungsbezirk Koblenz zugeordnet und wurde von der Bürgermeisterei Kelberg verwaltet. Diese ging 1927 im Amt Kelberg und 1968 in der Verbandsgemeinde Kelberg auf. Nach dem Ersten Weltkrieg stand das Gebiet unter Französischer Militärverwaltung. Bei der Auflösung des Kreises Adenau im Jahr 1932 kam Bodenbach zum Kreis Mayen. Seit 1946 ist die Region Teil des Landes Rheinland-Pfalz und gehörte bis 1949 zur Französischen Besatzungszone.
Im Zuge der kommunalen Neuordnung von Rheinland-Pfalz kam die Gemeinde am 7. November 1970 vom gleichzeitig aufgelösten Landkreis Mayen zum Landkreis Daun (heute Landkreis Vulkaneifel).
Bevölkerungsentwicklung
Die Entwicklung der Einwohnerzahl von Bodenbach, die Werte von 1871 bis 1987 beruhen auf Volkszählungen:
| Jahr | Einwohner |
| 1815 | 177       |
| 1835 | 207       |
| 1871 | 238       |
| 1905 | 227       |
| 1939 | 234       |

| Jahr | Einwohner |
| 1950 | 247       |
| 1961 | 213       |
| 1970 | 230       |
| 1987 | 257       |
| 2005 | 250       |

## Religion

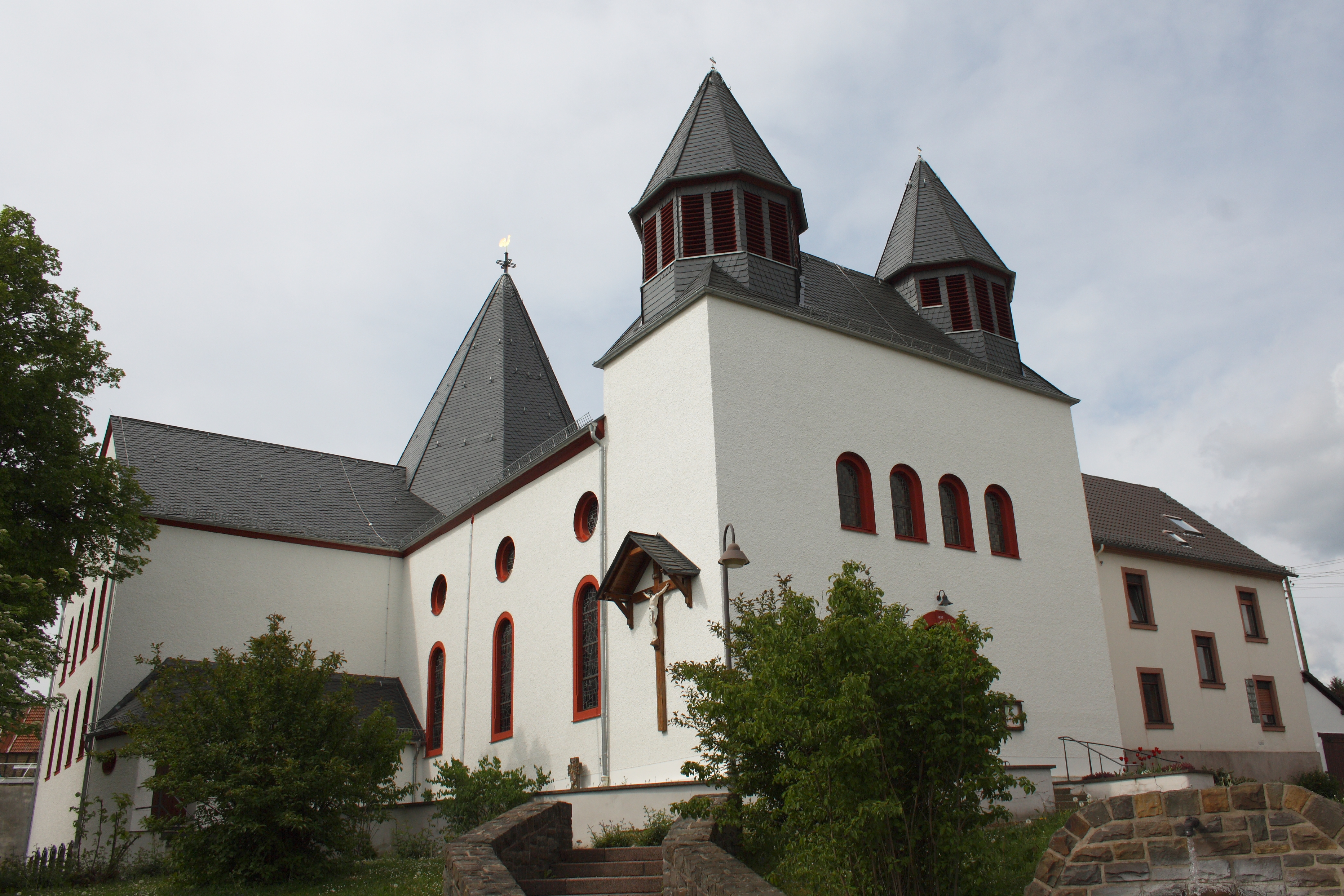
Pfarrkirche St. Apollonia

Bodenbach in der Eifel ist Pfarrsitz der Pfarrei „St. Apollonia Bodenbach“, zu der die Orte Bodenbach, Bongard (Filialkirche St. Agatha), Borler (Kapelle St. Bernhard) und Gelenberg (St. Wendelinus-Kapelle). Über 90 % der Bevölkerung gehört der Römisch-katholischen Kirche an.

## Politik

### Bürgermeister
Thorsten Krämer wurde 2014 Ortsbürgermeister von Bodenbach. Bei der Direktwahl am 26. Mai 2019 wurde er mit einem Stimmenanteil von 92,75 % für weitere fünf Jahre in seinem Amt bestätigt. Zur Direktwahl am 9. Juni 2024 gab es keine Bewerbungen. Daher erfolgte die Wahl gemäß Gemeindeordnung durch den Rat.
Krämers Vorgänger Günter Rätz hatte das Amt von 2009 bis 2014 ausgeübt.

### Wappen
Die Wappenbeschreibung lautet: „Im goldenen Schild, durch blauen Schräglinksbalken geteilt, oben eine schwarze, dreitürmige Kirche, unten ein grünes Rad mit Lindenblattspeichen.“

## Sehenswürdigkeiten
Südwestlich des Ortes befindet sich der umfasste Sauerbrunnen Bodenbacher Drees. Die in einem Bassin aufgrund ihres vulkanischen Kohlensäuregehalts leicht sprudelnde Mineralquelle hat Trinkwasserqualität.